# Kasper Hvidt
Kasper Hvidt (ur. 6 lutego 1976 we Frederiksbergu) – duński piłkarz ręczny, bramkarz, wielokrotny reprezentant kraju. Karierę zakończył w 2017 roku. W 2008 roku zdobył złoty medal na Mistrzostwach Europy, rozgrywanych w Norwegii, a także został wybrany do All-Star Team. W kadrze narodowej zadebiutował w 1996 roku.
Od 1 lipca 2017 jest dyrektorem sportowym w RFRSH Entertainment, organizacji obsługującej e-sportowe zespoły Astralis i Origen.

## Sukcesy

### reprezentacyjne
- (2008)
- (2002, 2004, 2006)

#### Mistrzostwa Świata
- (2007)

### klubowe

#### Mistrzostwa Hiszpanii
- (2001, 2005)
- (2008, 2009)

#### Puchar Króla
- (2001)

#### Superpuchar Hiszpanii
- (2006)

#### Liga Mistrzów
- (2006)

#### Puchar Niemiec
- (1999)

#### Puchar Danii
- (2010)

## Nagrody indywidualne
- 2008 – Najlepszy bramkarz Mistrzostw Europy, rozgrywanych w Norwegii.